# Troços

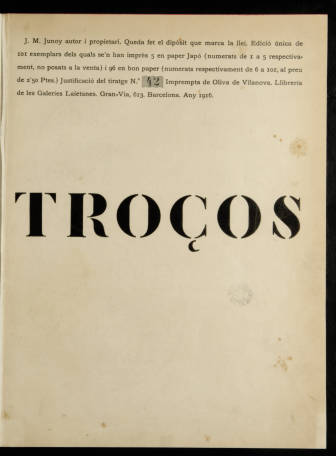
Portada de la revista Troços

Troços fue una revista catalana de vanguardia publicada por primera vez en 1916, dirigida por Josep M. Junoy, quien al mismo tiempo era el propietario. En este primer momento se editó únicamente un número, del cual se hicieron 101 copias. Este número tenía 8 páginas y unas dimensiones de 223 x135 mm. Su impresión era de gran calidad y se hacía en la casa Oliva de Vilanova. Su precio era de 2,50 pesetas.
Un año más tarde, en 1917, reapareció bajo el mismo título, dirigida de nuevo por Junoy. Como excepción, el número 4 de esta nueva tirada estuvo dirigido por J.V. Foix. La revista presentaba en este momento un formato un poco más pequeño (193 x 149 mm), aunque mantenía el mismo número de páginas, ocho. Estuvo impresa en la casa can Galve y la redacción estaba en Galerías Dalmau, en la calle Portaferrissa 18 de Barcelona. La revista en estos momentos tenía una periodicidad mensual aunque hubo un parón de cuatro meses. El número costaba 45 céntimos de peseta.

## Temas y colaboradores
Troços era una revista dedicada a la literatura y a las noticias de arte. Josep Maria Junoy era un defensor de Francia (el contexto histórico corresponde a la Primera Guerra Mundial. Este sentimiento se muestra en la presentación de la segunda época de la revista cuando escribe «Vive le France» en una nota preliminar donde explica que se continúa Troços a pesar del parón. 
En la revista se publicaron traducciones de autores extranjeros como Pierre-Albert Birot, Philippe Soupault, Egio Bolongaro y Pierre Reverdy. Así mismo, en sus páginas aparecieron obras originales de Josep Maria Junoy,  Joaquim Folguera y J. V. Foix. También había dibujos de Pere Ynglada, Joan Miró, Cels Lagar, Frank Burty, Albert Gleizes y Enric C. Ricart.
La revista Troços, a pesar de los pocos números que se editaron, tiene un valor bibliográfico importante y es una gran fuente para el vanguardismo europeo.